# Stade olympique José Simón Azcona
Le stade olympique José Simón Azcona est un stade de football situé à Tegucigalpa au Honduras.